# باري جون
باري جون هو مخرج وممثل هندي (وحمل سابقاً جنسية الراج البريطاني)، ولد في 1944 في المملكة المتحدة. من الجوائز التي نالها جائزة سانجيت ناتاك أكاديمي ‏.

## جوائز
- جائزة سانجيت ناتاك أكاديمي [الإنجليزية]‏

## وصلات خارجية
- باري جون على موقع IMDb (الإنجليزية)
- باري جون على موقع قاعدة بيانات الفيلم (الإنجليزية)